# Dimorphanthera elegantissima
Dimorphanthera elegantissima är en ljungväxtart som beskrevs av Karl Moritz Schumann. Dimorphanthera elegantissima ingår i släktet Dimorphanthera och familjen ljungväxter. Utöver nominatformen finns också underarten D. e. splendens.